# Baby Don't Cry (Keep Ya Head Up II)
«Baby Don't Cry (Keep Ya Head Up II)» es un sencillo póstumo de 2Pac y Outlawz del álbum Still I Rise. En la canción colaboran H.E.A.T., E.D.I. Mean y Young Noble, y voces de Brandy. Fue el único tema del álbum en tener video musical. Alcanzó el puesto #72 en la Billboard Hot 100 y el #36 en la Hot R&B/Hip-Hop Songs. La versión original de la canción tiene un ritmo similar a "Keep Ya Head Up".

## Lista de canciones
1. LP Versión
2. Trackmasters Remix Dirty Version
3. Instrumental
4. Acappella

## Posiciones
| Lista (2000)                | Posición máxima |
| --------------------------- | --------------- |
| Países Bajos                | 22              |
| Nueva Zelanda               | 35              |
| Suiza                       | 55              |
| Billboard Hot 100           | 72              |
| Billboard R&B/Hip-Hop Songs | 36              |